# 李君豪
李君豪，BBS（Vincent Lee），男，廣東中山人，香港企业家，香港上市公司東泰集團的現任集團主席，李東海之子。
李君豪曾於2011年香港選舉委員會界別分組選舉參選功能組別第一界別的金融服務界，又在2012年香港立法會選舉參選。他被認為是香港政壇親建制派的「梁粉」，在《陽光時務週刊》引述劉夢熊指控時任特首梁振英「恩將仇報」事件中，否認梁振英曾在晚宴上指「建制派唐梁之爭是人民內部矛盾而跟泛民主派是敵我矛盾」的說法。

## 生平
1974年畢業於加拿大Sir Winston Churchill Secondary School。
1978年美國南加州大學會計及財務學系優異學生。
1982年畢業于倫敦大學經濟及政治學院，獲經濟學碩士。
1990年至2010年9月時為东泰集團之董事總經理，從2000年到現在一直為香港交易及結算所的獨立非執行董事。

## 职务
- 加拿大匯豐銀行及獲多利有限公司工作
- 洛杉磯及波士頓 Coopers & Lybrand 會計師行特許執業會計師
- 東泰集團主席
- 香港會計師公會會員
- 香港董事學會會員
- 2013年金融發展局成員
- 證券商協會有限公司前主席及永遠名譽會長
- 中國人民政治協商會議廣西壯族自治區委員會常務委員
- 烏克蘭對華商務委員會參贊兼聯席主席
- 蒲魯賢慈善信託基金委員會委員
- 懲教署人員子女教育信託基金投資顧問委員會委員
- 中央政策組非全職顧問
- 證券及期貨事務監察委員會學術評審諮詢委員會委員
- 證券及期貨事務上訴審裁處委員

## 上市公司董事
- 香港交易及結算所（上市股份# 0388）（2000-2014）獨立非執行董事[3]
- 金威啤酒（上市股份# 0124）[6]。
- 海域集團（上市股份# 1220）

## 參看
- 梁振英大宅僭建風波